# Majdan Nezaležnosti (stanice metra v Kyjevě)
Majdan Nezaležnosti (ukrajinsky Майдан Незалежності v doslovném překladu Náměstí Nezávislosti) je stanice kyjevského metra na Obolonsko-Teremkivské lince, která se nachází poblíž Náměstí Nezávislosti.
Je to přestupní stanice na Svjatošynsko-Brovarskou linku vestibulem do stanice Chreščatyk.

## Charakteristika
Stanice je trojlodní, kdy pilíře jsou obloženy mramorem. Na konci nástupiště se nachází eskalátory vedoucí do vestibulu s pokladnou a následně dalšími eskalátory na Náměstí Nezávislosti. Uprostřed nástupiště se nacházejí schody vedoucí do stanice Chreščatyk a na druhém konci nástupiště je pěší chodba, která také směřuje do stanice Chreščatyk.